# Закавказький комісаріат
Закавка́зький комісаріа́т — коаліційний уряд Південного Кавказу, створений у Тифлісі 15 (28) листопада 1917 за участю грузинських меншовиків, есерів, вірменських дашнаків й азербайджанських мусаватистів. Голова — меншовик Євген Гегечкорі. Уряд функціонував до 26 березня 1918. Закавказький комісаріат прийшов на зміну Особливому закавказькому комітету, створеному Тимчасовим урядом Росії для управління Закавказзям. 12 (25) січня 1918 Закавказький комісаріат ухвалив рішення про скликання Закавказького сейму як законодавчого органу Закавказзя.

## Склад уряду
- Євген Гегечкорі — голова й комісар у справах міністерства праці й закордонних справ, меншовик
- Акакій Чхенкелі — комісар внутрішніх справ, меншовик
- Дмитро Донськой — комісар військовий та морський, есер
- Х. О. Карчікян — комісар фінансів, «Дашнакцутюн»
- Фаталі Хан Хойський — комісар народної просвіти, «Мусават»
- Шалва Алексєєв-Месхієв — комісар юстиції, соцфедераліст
- Мамед-Юсіф Джафаров — комісар торгівлі й промисловості, «Мусават»
- Худадат-бек Мелік-Асланов — комісар шляхів сполучення, «Мусават»
- О. В. Неручєв — комісар землеробства й державного майна та віросповідань, есер
- Г. Тер-Газарян — комісар продовольства, «Дашнакцутюн»
- А. І. Оганджанян — комісар нагляду, «Дашнакцутюн»
- Х. Хасмамедов — комісар контролю, «Мусават» [2] [3]

## Історія
Стосовно до Радянської Росії Закавказький комісаріат зайняв відверто ворожу позицію, підтримуючи всі антибільшовицькі сили Північного Кавказу — на Кубані, Дону, Тереку й у Дагестані у спільній боротьбі проти радянської влади та її прибічників у Закавказзі. Спираючись на національні збройні формування, Закавказький комісаріат поширив свою владу на все Закавказзя, крім району Баку, де встановилася радянська влада.
Рішення про створення «Незалежного уряду Закавказзя» було прийнято 11 (24) листопада 1917 року на нараді з питання організації місцевої влади у Закавказзі у зв'язку з Жовтневим переворотом. У нараді брали участь представники всіх політичних партій, Крайової й Тифліської рад, Особливого Закавказького комітету, командувач Кавказьким фронтом, консули країн Антанти. Нарада відмовилась визнати владу Раднаркому Радянської Росії. Представники партії більшовиків, що опинились на нараді у меншості, оголосили декларацію, що засуджувала організаторів наради, й залишили її.
У декларації Закавказького комісаріату від 18 листопада (1 грудня) було вказано, що він буде діяти «лише до скликання Всеросійських установчих зборів, а у разі неможливості їх скликання … до з’їзду членів Установчих зборів від Закавказзя й Кавказького фронту».
5 (18) січня 1918 року у Петрограді було скликано Установчі збори, більшість яких склали представники меншовиків та есерів. Депутати відмовились визнати Радянську владу й декрети II Всеросійського з’їзду Рад. У відповідь на це більшовики розігнали Установчі збори.
12 (25) січня 1918 року Закавказький комісаріат, обговоривши питання про політичне становище, ухвалив рішення про скликання Закавказького сейму як законодавчого органу Закавказзя.
10 (23) лютого 1918 року у Тифлісі пройшло перше засідання сейму. У день його відкриття крайовий і Тифліський комітети РСДРП(б) організували мітинг протесту, який був розстріляний за наказом Закавказького комісаріату. Це стало свого роду сигналом до початку репресій проти більшовиків, які, зі свого боку, розгорнули масову пропагандистську й агітаційну роботу, особливо серед селян.
Невдоволення селян невирішеністю земельного питання призвело до збройних виступів навесні 1918 року у Лечхумі, Мегрелії, Душеті, Абхазії, Шида Картлі. У квітні 1918 року Радянська влада була встановлена у Сухумі, а потім на всій території Абхазії, за винятком Кодорської ущелини, де повстання було придушено регулярними військами та Народною гвардією. У березні 1918 року спалахнуло й також було придушено селянське повстання у Цхінвальському районі.